# Sohlander Burg

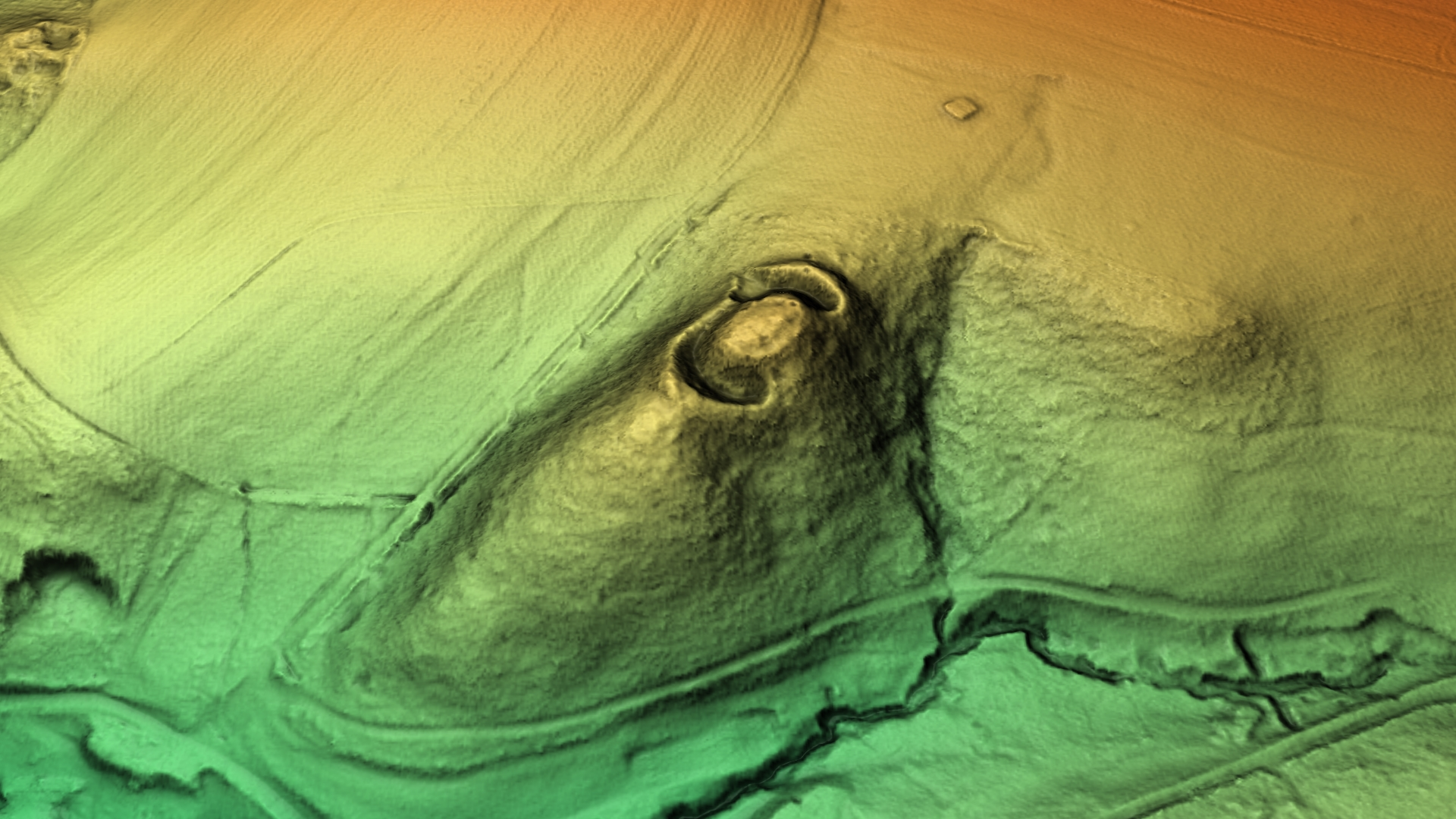
3D-Ansicht des digitalen Geländemodells

Die Sohlander Burg ist eine abgegangene frühdeutsche Spornburg in der Gemeinde Sohland an der Spree in Sachsen.

## Lage
Der Burgstall befindet sich bei 320 m ü. NN ca. 250 m nordöstlich des Stausees Sohland auf einem bewaldeten Felssporn über den Tälern der Spree und des Ellersdorfer Wassers. Im Norden erhebt sich der Mälzerberg (413 m), im Nordosten die Kälbersteine (487 m), sowie südlich der Schloßberg (323 m).

## Beschreibung
Auf dem mit eiszeitlichen Kiesen überschütteten Granodiorit des als Ausläufer der zweiten Bergkette des Lausitzer Berglandes in das Spreetal vorstoßenden Sporns befindet sich ein hoher, fast quadratischer Bühl. Er ist nach drei Seiten durch einen Wall und Graben, nach Süden hin durch den Steilhang zum Ellersdorfer Wasser geschützt.

## Geschichte
Die Wehranlage wurde wahrscheinlich im 13. Jahrhundert über der Kreuzung des von Bautzen nach Prag führenden Böhmischen Steigs mit einem von den neuen Ortsgründungen im oberen Wesenitztal über Wehrsdorf in das oberste Spreetal führenden Handelsweg errichtet und diente dem Schutz der Spreefurt bei Sohland. Es wird angenommen, dass die kleine Burganlage ein Außenposten der Burg Körse war. Über die Burg und ihren Untergang ist nichts schriftlich überliefert worden. Vermutlich ist sie niedergebrannt.
Zu Beginn des 19. Jahrhunderts wurde der Bergsporn mit der Wallanlage noch als „der Schloßberg“, der heutige Schloßberg dagegen als „der Hipsberg“ bezeichnet.
Bei einer 1916 vorgenommenen Grabung wurden verkohlte Holzbalken, die Reste einer Mauer, rotgebrannter Lehm sowie Gefäßreste aufgefunden.